# Ms. Pac-Man: Quest for the Golden Maze
Ms. Pac-Man: Quest for the Golden Maze est un jeu vidéo de labyrinthe développé par Creature Labs et édité par Infogrames Entertainment, sorti en 2001 sur Windows.

## Accueil
- GameSpot : 3,7/10[1]